# São Ludgero
São Ludgero este un oraș în Santa Catarina (SC), Brazilia.